# Cottus beldingii
Cottus beldingii és una espècie de peix pertanyent a la família dels còtids.

## Descripció
- Fa 13 cm de llargària màxima (normalment, en fa 4,8).[2][3][4]

## Hàbitat
És un peix d'aigua dolça, demersal i de clima temperat (47°N-38°N).

## Distribució geogràfica
Es troba a Nord-amèrica: llac Tahoe (Nevada i Califòrnia), riu Humboldt (Nevada), riu Bear (Utah) i conca del riu Colúmbia (des d'Idaho, Wyoming i Nevada fins a Washington i Oregon).

## Observacions
És inofensiu per als humans.